# 生活協同組合パルシステム山梨
生活協同組合パルシステム山梨（せいかつきょうどうくみあいパルシステムやまなし）は、山梨県甲府市に本部を置く生活協同組合。パルシステム生活協同組合連合会に加盟。
組合員数は42,067人（2009年3月）。

## 沿革
- 1962年（昭和37年） - 国中地方向けに山梨県労働者生協を設立。
- 1965年（昭和40年） - 郡内地方向けに山梨県郡内労働者生協を設立。
- 1992年（平成4年） - 山梨県労働者生協と山梨県郡内労働者生協が合併し、生活協同組合コープやまなしとなる。
- 2009年（平成21年） - 現在の名称に改称。
- 2014年（平成26年）3月10日 - 富士五湖センターを南都留郡西桂町に移転し西桂センターとなる。

## 事業所
- 本部事業所（甲府市古上条町）
- 甲府センター（甲府市古上条町）
- 西桂センター（南都留郡西桂町）
- 一宮センター（笛吹市一宮町北都塚）
- エコ・リカーショップ（中央市若宮）

## 旧事業所
- 富士五湖センター（～2014年3月10日）